# Волошенко, Иннокентий Фёдорович
Иннокентий Федорович Волошенко (1848—1908) — русский революционер-народник, эсер.

## Биография
Родился в семье обер-офицера. Учился в Харьковском университете; в 1874 году был зачислен на 1-й курс юридического факультета Новороссийского университета. Входил в группу «Башенцев» — молодых последователей идей Петра Лаврова.
Привлечен к дознанию, возникшему в июле 1876 года, по обвинению в распространению запрещённых книг среди жителей Бекешевской станицы (Кубанская область). По высочайшему повелению 23 февраля 1878 года за недостатком улик освобожден от ответственности. По агентурным донесениям, принимал участие в убийстве осведомителя Департаментa полиции, рабочего Василия Тавлеева в Одессе.
Зимой 1877—1878 годов приезжал в Петербург вместе с Осинским В. А.; присутствовал на съезде организации «Земля и Воля». Принимал участие в январе 1878 года в демонстрации на похоронах шестерых рабочих, погибших при нарушении техники безопасности администрацией на Патронном заводе в Санкт-Петербурге.
Принимал участие в деятельности южных кружков (кличка «Петро Вовк», «Павлов»).
Был арестован 24 января 1879 года в Киеве под фамилией Вишняков; предан суду по делу В. А. Осинского. Киевским военно-окружным судом 13 мая того же года приговорён к каторжным работам на 10 лет.
По дороге на Кару бежал 8 февраля 1880 года из Иркутской тюрьмы, но через месяц снова арестован в селе Тунка (Иркутская губерния). За побег ему было прибавлено 11 лет каторжных работ.
Прибыл на Кару в ноябре 1880 года; летом 1882 года увезён с Кары в Петербург, где заключён 18 сентября 1882 года в Петропавловскую крепость, в которой пробыл до 4 июля 1883 года. Обратно привезён на Кару в 1884 году.
В ноябре 1889 года он принял участие в массовом самоубийстве политических каторжан в знак протеста против наказания Надежды Сигиды, но выжил.
Был выпущен 11 сентября 1890 года в вольную команду. Оставался на Каре добровольно вместе с женой П. С. Ивановской. В мае 1897 года вместе с ней был переведён в каторжную тюрьму в селе Новый Акатуй. Поселение отбывал в Селенгинске (Забайкальская область).
В 1906 году возвратился в Европейскую Россию и примкнул к партии социалистов-революционеров.
Умер в 1908 году в Полтаве.

## Источник
- Волошенко, Иннокентий Фёдорович // Деятели революционного движения в России: Биобиблиографический словарь: От предшественников декабристов до падения царизма: [В 5 т.]. — М.: Изд-во Всесоюзного общества политических каторжан и ссыльно-поселенцев, 1927—1934. — Т. 2. Вып. 1: Семидесятые годы. — 1929. — Стлб. 218—219.